# 돌맨 (영화)
돌맨(Dollman)은 미국에서 제작된 앨버트 파이언 감독의 1991년 액션, 코미디, 스릴러 영화이다. 팀 토머슨 등이 주연으로 출연하였고 캐시 게수알도 등이 제작에 참여하였다.

## 출연

### 주연
- 팀 토머슨
- 잭키 얼 헤일리
- 카말라 로페즈

### 조연
- 험베르토 오티즈
- 니콜라스 게스트
- 쥬드 오멘
- 마이클 할세이
- 프랭크 더블데이

## 제작진
- 미술: 돈 데이
- 배역: 톰 맥스위니
- 배역: 제임스 F. 타지아